# Philodendron longirrhizum
Philodendron longirrhizum là một loài thực vật có hoa trong họ Ráy (Araceae). Loài này được M.M.Mora & Croat mô tả khoa học đầu tiên năm 2007.